# Eulerkracht
In de klassieke mechanica is de eulerkracht de fictieve tangentiële kracht die optreedt wanneer een versneld of vertraagd roterend coördinatenstelsel wordt gebruikt voor analyse van de beweging. De eulerversnelling (genoemd naar Leonhard Euler), ook bekend als azimutale versnelling of transversale versnelling is dat deel van de absolute versnelling dat wordt veroorzaakt door de variatie in de hoeksnelheid van het referentiekader.

## Voorbeeld

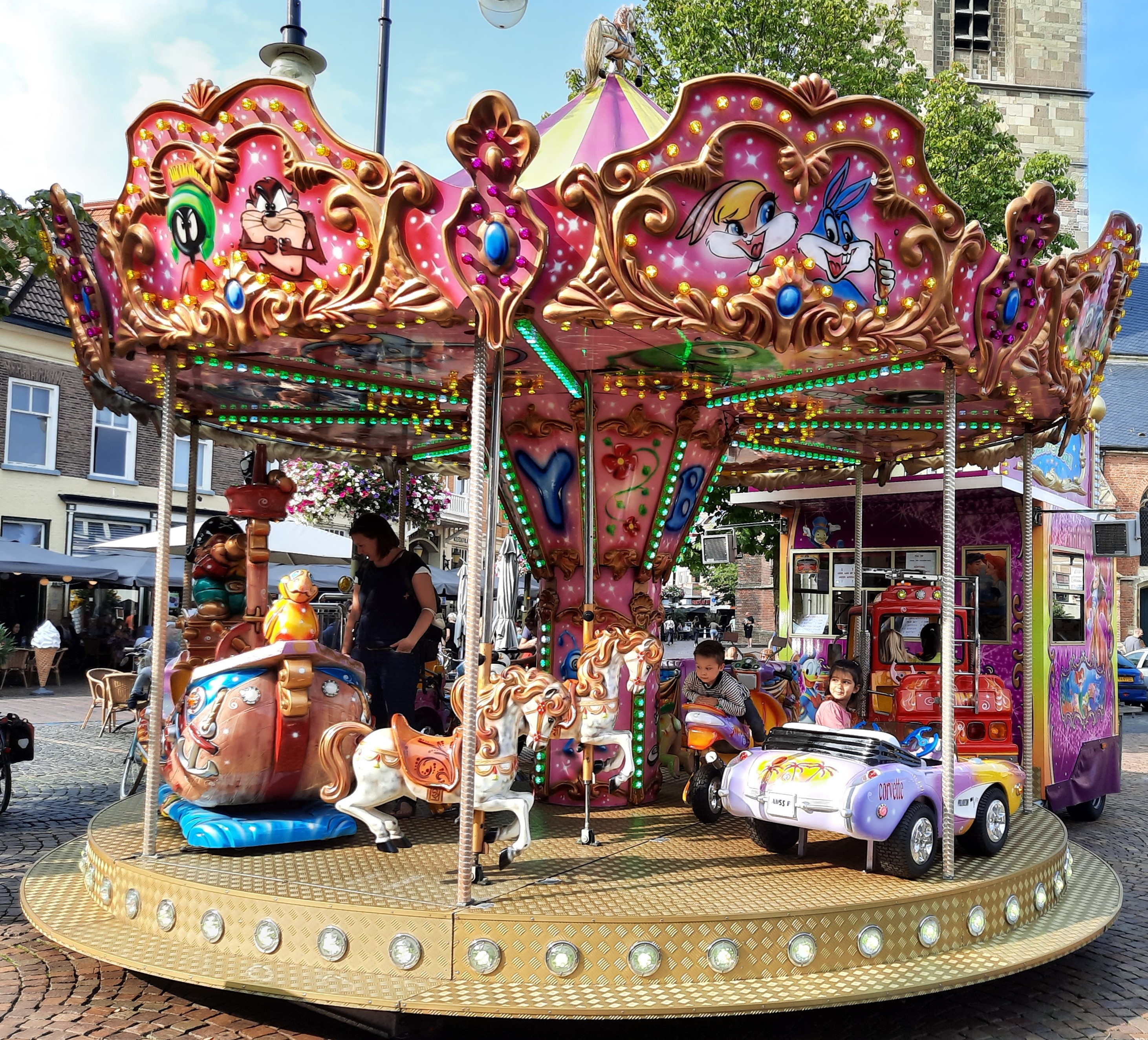
Draaimolen

De eulerkracht zal worden gevoeld door een persoon die in een draaimolen zit. Als de rit begint, zal de eulerkracht de schijnbare kracht zijn die de persoon naar de achterkant van het paard duwt, en als de rit tot stilstand komt, zal het de schijnbare kracht zijn die de persoon naar de voorkant van het paard duwt. Een persoon op een paard dicht bij de buitenkant van de draaimolen zal een grotere kracht waarnemen dan een persoon op een paard dichter bij de rotatie-as.

## Wiskundige beschrijving
De richting en grootte van de eulerversnelling wordt gegeven door:
{\displaystyle \mathbf {a} _{\text{Euler}}={\frac {\mathrm {d} {\boldsymbol {\omega }}}{\mathrm {d} t}}\times \mathbf {r} }
waarin {\displaystyle {\boldsymbol {\omega }}} de hoeksnelheid van rotatie van het referentieframe is en {\displaystyle \mathbf {r} } de vectorpositie van het punt in het referentieframe. De eulerkracht op een voorwerp met massa {\displaystyle m} is dan:
{\displaystyle \mathbf {F} _{\text{Euler}}=-m\,\mathbf {a} _{\text{Euler}}=-m{\frac {\mathrm {d} {\boldsymbol {\omega }}}{\mathrm {d} t}}\times \mathbf {r} }